# Kurtkowiec
Kurtkowiec – należące do Gąsienicowych Stawów niewielkie jezioro oligotroficzne o nieregularnym kształcie w Tatrach. Położone jest w zachodniej części Doliny Gąsienicowej na wysokości 1686 m n.p.m. Czasami nazywa się go również Stawem w Roztoce, gdyż leży na obszarze Roztoki Stawiańskiej. Według danych z przewodnika Tatry Wysokie Witolda Henryka Paryskiego powierzchnia jeziora razem z wyspą wynosi 1,56 ha (długość 212 m, szerokość 139 m), głębokość 4,8 m. Na zdjęciu satelitarnym z 2004 r. powierzchnia jest nieco mniejsza i wynosi 1,536 ha.
Na jeziorze znajduje się niewielka wysepka (0,067 ha) porośnięta kosodrzewiną. Jest to najwyżej w Polsce położona wyspa (1689 m n.p.m.). Od Zielonego Stawu Kurtkowiec oddzielony jest moreną, przez którą przebiega szlak turystyczny na Świnicę. Od tej trasy odchodzi szlak na przełęcz Karb, prowadzi on pomiędzy Kurtkowcem i Czerwonymi Stawkami. Tuż na północ od Kurtkowca znajduje się kilka małych stawków nazywanych Dwoiśniaczkiem. Z rzadkich roślin nad brzegami Kurtkowca rośnie występują turzyca Lachenala – gatunek w Polsce występujący tylko w Tatrach i to na nielicznych stanowiskach.

## Szlaki turystyczne
Nieopodal Kurtkowca znajduje się rozwidlenie szlaków:
 – czarny szlak odchodzący od żółtego szlaku ze schroniska Murowaniec na Kasprowy Wierch i prowadzący na Świnicką Przełęcz.
- Czas przejścia od żółtego szlaku do rozgałęzienia szlaków przy Kurtkowcu: 30 min, ↓ 25 min
- Czas przejścia od niebieskiego szlaku na Świnicką Przełęcz: 55 min, ↓ 40 min

 – niebieski szlak z Zielonej Doliny Gąsienicowej na przełęcz Karb. Czas przejścia: 30 min, ↓ 20 min.